# 東京家政学院大学
東京家政学院大学（とうきょうかせいがくいんだいがく、英語: Tokyo Kasei Gakuin University）は、東京都千代田区三番町22に本部を置く日本の私立大学。1923年創立、1963年大学設置。大学の略称は家政学院大および家政学院。

## 概観

### 大学全体
東京家政学院大学（とうきょうかせいがくいんだいがく、英称:Tokyo Kasei Gakuin University）とは、東京都千代田区三番町および東京都町田市相原町に所在する私立大学。創設者は大江スミ。名称が似ている東京家政大学とは関係はない。女子大学であるが、大学院については男女共学。かつては兄弟校として筑波学院大学（旧「東京家政学院筑波女子大学」）があった（2019年に法人分離）。

### 建学の精神
知識の啓発、徳性の涵養、技術の錬磨を体得させて、良き社会人・家庭人を育成することである。
知性（Knowledge）の啓発　→　知識を⾼める
徳性（Virtue）の涵養　→　徳性（人間性）を養う
技能（Art）の錬磨　→　技術を磨く
この頭文字を取って【KVA精神】と呼んでいる。

### 教育目標
■現代生活学部
知、徳、技のバランスを重視する建学の精神に基づき、生活者の視点から、家政(衣、食、住、家族、消費)、教育(初等教育、幼児教育、保育)、福祉を中心的な分野として、教育・研究を行い、個人・家庭・地域の暮らしはもとより、地球規模の問題解決にまで貢献できる人材を育成し、社会に送り出すことを目的とする。
■人間栄養学部
「人々の生活の質（quality of life）」を豊かにするために、人間、食物、そして地域・環境の相互関係から「人間の栄養」を学際的な視野で包括的に探究し、さまざまな人々の望ましい栄養・食生活が創造できる科学的素養を備えた人材を育成し、社会に送り出すことを目的とする。

## 沿革

### 略歴
1923年に大江スミによって設立された家政研究所を母体とする。1925年に東京家政学院を開学、専門学校の設置、高等女学校開学などを経て、1963年に東京家政学院大学が開学され、現在にいたる。

### 年表
- 1923年 - 東京市牛込区市ヶ谷富久町に家政研究所を開設
- 1925年 - 東京家政学院開学（家政高等師範部・家政専修部・家事実習部各種選科）
- 1927年 - 家政高等師範部を東京家政専門学校とし、家政専修部を東京家政学院本科に改称
- 1928年 - 東京家政専門学校に研究科（裁縫科）・東京家政学院（各種学校）に専攻科設置
- 1939年 - 東京家政学院高等女学校開学
- 1948年 - 東京家政学院高等学校開学
- 1949年 - 東京家政学院（各種学校）に普通科設置、東京家政専門学校に別科設置
- 1950年 - 東京家政学院短期大学開学
- 1951年 - 財団法人東京家政学院を学校法人東京家政学院と改組
- 1963年 - 東京家政学院大学家政学部家政学科開学
- 1984年 - 東京家政学院大学の位置を東京都町田市相原町2600番地に変更、東京家政学院大学家政学部住居学科・同短期大学英語科開学
- 1988年 - 東京家政学院大学人文学部日本文化学科・工芸文化学科開学
- 1990年 - 東京家政学院生活文化博物館　町田校舎に開設
- 1995年 - 東京家政学院大学大学院人間生活学研究科（修士課程）開学
- 1999年 - 東京家政学院大学人文学部人間福祉学科・文化情報学科開学
- 2005年 - 東京家政学院大学家政学部児童学科開学
- 2007年 - 東京家政学院大学大学院男女共学化
- 2009年 - 東京家政学院大学家政学部現代家政学科・健康栄養学科開学
- 2010年 - 東京家政学院大学現代生活学部現代家政学科・健康栄養学科・生活デザイン学科・児童学科・人間福祉学科開学
- 2011年 - 東京家政学院大学現代生活学部現代家政学科・健康栄養学科を千代田三番町キャンパス（位置 東京都千代田区三番町22番地）へ移転し、2キャンパス体制
- 2018年 - 東京家政学院大学現代生活学部食物学科及び人間栄養学部人間栄養学科開学
- 2020年 - 東京家政学院大学大学院人間生活学研究科家政学専攻（修士課程）及び栄養学専攻（修士課程）開学
- 2025年 - 現代生活学部を改組、町田キャンパスの学科をもとに生活共創学部を新設。男女共学化
- 2026年 - 千代田三番町キャンパスの2学部（現代生活学部現代家政学科・人間栄養学部）を共学化予定

## 基礎データ

### 所在地
- 町田キャンパス（東京都町田市相原町2600）
- 千代田三番町キャンパス（東京都千代田区三番町22）

### 校章
- 校章の由来は、愛と純潔の象徴であるバラの花に、建学の精神であるKnowledge・Virtue・Artの頭⽂字【KVA】を組み合わせたものである。なお、VがK・Aを囲んでいるのは、徳性の涵養が根本をなすことを意味している。

#### 校歌
- 東京家政学院校歌
作詞：尾上柴舟作詞、曲：賛美歌112番

## 教育および研究

### 組織

#### 学部
- 現代生活学部
  - 現代家政学科（千代田三番町キャンパス）
  - 生活デザイン学科（町田キャンパス）
  - 児童学科（町田キャンパス）
  - 食物学科（町田キャンパス）

- 人間栄養学部
  - 人間栄養学科（千代田三番町キャンパス）

- 生活共創学部（2025年度開設予定、町田キャンパス）
  - 生活共創学科（生活イノベーションコース・食科学コース・住環境デザインコース）
  - こども教育学科

#### 大学院
- 人間生活学研究科
  - 家政学専攻（修士課程）
  - 栄養学専攻（修士課程）

#### 附属機関
- 附属図書館
- 生活文化博物館
- 大江文庫
- 学生支援センター
- 地域連携・研究センター
- 国際交流センター
- 保健管理センター
- 情報処理センター
- アドミッションセンター

##### 生活文化博物館
平成2年(1990年)5月に東京家政学院大学町田キャンパスに開設。翌年、1991年（平成3年）には博物館法による博物館相当施設として指定を受ける。身近な暮らしと結びついた生活文化とその歴史を明らかにすることを目的として、関係資料を収集・保管・展示・調査研究し、展示目録･年報などを刊行している。年1回の特別展や企画展などを開催しており、地域の生涯学習の場として、また、博物館学芸員資格取得のための博物館実習の場としても活用されている。主な収蔵資料は、衣服類(仕事着･民族衣装など)、装身具類(櫛･笄･玉類など)、工芸品類(漆器･ガラス器･木製品)をはじめとした各種民俗･歴史資料である。

##### 大江文庫
創立者の大江スミを記念して大江文庫と名付けられた特殊コレクションである。家政学（衣・食・住）・風俗習慣・礼法・女子教育等に関する江戸期の資料、明治から昭和30年迄の資料、創立者大江スミの著作ならびに関連の資料を中心に収集している。歴史的にも学術研究の上でも欠くことのできない貴重な資料として、内外の研究者から高く評価されている。これらの資料は原本保全のために複製本を作成して利用に供している。特に江戸期の料理書は出版された版本の8割弱を所蔵している。

## 学生生活

### クラブ・サークル
裏千家茶道部、和さんぽサークル、千代田ボランティアサークル、草月流華道部、吹奏楽部、箏曲部、スノーボード部、ラクロス部、フォークソングクラブ、COSMATION、調理クラブ、ヘルシー献立倶楽部、球5×5班、ローズ娘。、アイドルコピーダンス、Anastacia、PCE研究会、フィギュアスケート同好会

### 大学祭（KVA祭・ローズ祭）
大学祭は「KVA祭」と呼ばれ、昭和39年（1964年）に千代田三番町キャンパスで第1回が開催された。
その後町田キャンパスの開学に伴い、昭和60年（1985年）の第22回KVA祭は町田キャンパスで開催され、両キャンパスの学生が参加して、現在まで続いている。
平成28年（2016年）からは千代田三番町キャンパスでもKVA祭を開催することになり、通称「ローズ祭」と呼ばれている。

### 同窓会
- 「一般財団法人東京家政学院　光塩会」という。大正15年に結成。名前の由来は聖書マタイ伝5章「あなた方は世の光である。あなた方は地の塩である。」という成句からとられた。同窓生が社会や家庭において"世の光　地の塩"として働きをなすよう祈りをもって生活の指針とされた。文化講座を学校と共催したり、光塩会奨学金制度や学校法人東京家政学院創立90周年記念　光塩会緊急支援金制度がある。

### 大学関係者一覧
- 東京家政学院大学の人物一覧

## 施設

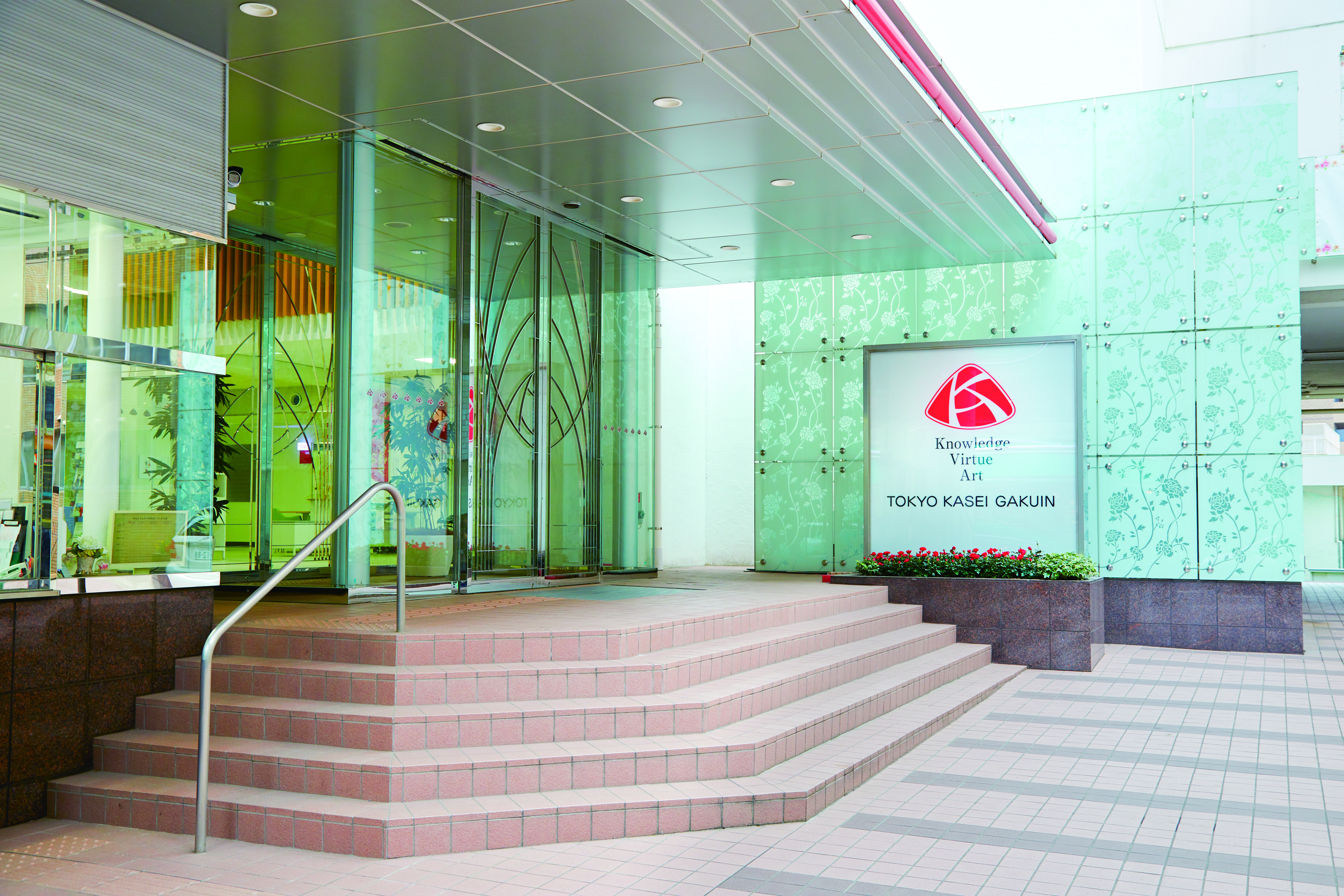
千代田三番町キャンパス

### キャンパス

#### 町田キャンパス
- 使用学部：現代生活学部生活デザイン学科、食物学科、児童学科
- 使用研究科：人間生活学研究科家政学専攻
- 使用附属施設：セミナーハウス、大江スミ記念ホール、生活文化博物館、附属図書館
- 交通アクセス：①相原駅（JR横浜線）下車、バス「相原駅西口（のりば2番）」から「東京家政学院」行乗車、約8分　②めじろ台駅（京王高尾線）下車、バス「めじろ台駅（のりば4番）」から「東京家政学院」行乗車、約13分　③八王子駅（JR中央線）下車、バス「八王子駅南口（のりば7番）」から「東京家政学院」行（めじろ台駅、朝日ヶ丘経由）乗車、約30分

#### 千代田三番町キャンパス
- 使用学部：現代生活学部現代家政学科、人間栄養学部
- 使用研究科：人間生活学研究科
- 使用附属施設：附属図書館
- 交通アクセス：①市ケ谷駅（JR中央・総武線、東京メトロ南北線・有楽町線、都営地下鉄新宿線）下車、徒歩約8分（地下鉄A3出口）　②半蔵門駅（東京メトロ半蔵門線）下車、徒歩約8分（5番出口）、③九段下駅（東京メトロ東西線、都営地下鉄新宿線）下車、徒歩約12分（2番出口）

## 奨学金等支援制度
給付型
- 学校法人東京家政学院奨学金
- 光塩会奨学金
- 学校法人東京家政学院大学創立90周年記念光塩会緊急支援金

留学生のための支援制度
- 学費減免制度
- 奨学金制度
- 住居提供制度（町田キャンパス）

## 対外関係

### 関連校
- 東京家政学院中学校・高等学校

## Wiki関係他プロジェクトリンク
- ウィキソース（Wikisource）
  - 東京家政学院校歌

## 公式サイト
- 東京家政学院大学